# Meg Foster
Margaret Foster (Reading, 10 de mayo de 1948), más conocida como Meg Foster, es una actriz estadounidense. Ha sido la protagonista femenina de películas como The Osterman Weekend, última película del director Sam Peckinpah, The Emerald Forest de John Boorman, They Live de John Carpenter y Jeepers Creepers 3 de Victor Salva. Ha intervenido también en series de televisión como Cagney y Lacey (donde reemplazó a Loretta Swit como la detective Chris Cagney), Bonanza en el capítulo titulado: The Silent Killer Se ha escrito un crimen, Star Trek: Espacio profundo 9, Xena: Warrior Princess, Hércules, y Ravenswood.

## Biografía
Meg Foster es hija de David Foster y Nancy Adamson Foster, aparte de sus otros cuatro hijos: Gray, Jan, Nina e Ian. Meg creció en Rowayton, Condado de Fairfield, Connecticut con sus padres, sus tres hermanas y su hermano Ian; Gray era la mayor de sus hermanas. Dejó su lugar de residencia para estudiar interpretación en el Neighborhood Playhouse de Nueva York. Poco después inició su carrera como actriz en la televisión.
La actriz posee unos reconocibles ojos de color azul pálido, considerados por la revista Mademoiselle como ”los ojos de 1979”. Vincent Canby escribió en su crítica de The Osterman Weekend, publicada el 4 de noviembre de 1983 en The New York Times: 

”Meg Foster, quien tiene los ojos más azules que se encuentran en una película llena de actores con los ojos azules.”

Foster tuvo uno de sus primeros papeles en televisión en el episodio de Bonanza "The Silent Killer", emitido por vez primera el 28 de febrero de 1971, donde interpretaba a la enfermera Evangeline Woodtree, que llega al rancho «La Ponderosa» junto a otra enfermera llamada Harriet Clinton (Louise Latham). Durante las décadas de 1970 y 1980 intervino en bastantes episodios de series de televisión y telefilmes. En la miniserie de 1979 La letra escarlata interpretó el papel de Hester Prynne. La actriz declaró sobre el personaje de Hester: 

”Hester es una de las grandes mujeres en la literatura estadounidense. Ella es una superviviente, y yo admiro a la gente que sobrevive. Ella es también una mujer muy contemporánea”

En 1978 protagonizó junto a Perry King la película Una historia diferente, una comedia en la que Foster interpretaba a Stella Cooke, un personaje lésbico. En 1980 apareció en otra producción para la gran pantalla, Carny, en cuyo reparto también figuraba Jodie Foster. Tras estos primeros papeles protagonizó junto a Tyne Daly la primera temporada (en realidad media temporada, tras haberse emitido un telefilme con Loretta Swift como Cagney) de la serie televisiva Cagney y Lacey, una de las primeras series con el protagonismo de mujeres policía, pero a partir de la segunda temporada su papel de Chris Cagney lo hizo Sharon Gless.
Durante la década de 1980 tuvo sus papeles más destacados en el cine, en películas como la citada Carny, Ticket to heaven (1981), The Osterman Weekend (1983), La selva esmeralda (1985), Masters of the Universe (1987), They Live (1988), El padrastro 2 (1989) y Leviathan (1989). The Osterman Weekend (titulada Clave: Omega en España), adaptada de una exitosa novela de Robert Ludlum, acabó siendo la última película del veterano director Sam Peckinpah; contó con un presupuesto relativamente bajo, pese a lo que reunió a un buen plantel de actores que cobraron menos de su salario habitual por la oportunidad de trabajar con Peckinpah: Rutger Hauer, Meg Foster, John Hurt, Craig T. Nelson, Dennis Hopper, Chris Sarandon, Helen Shaver y Burt Lancaster. Foster interpretó a Ali Tanner, esposa del presentador de TV John Tanner, este interpretado por Rutger Hauer; el hijo de Meg Foster, Christopher Starr, interpretó a Steve Tanner, el hijo de John y Ali. En las dos décadas siguientes continuó actuando en películas más modestas y en producciones televisivas, totalizando cerca de 120 títulos. Ha interpretado el papel de Hera en las series de culto Hércules: Los viajes legendarios y Xena, la princesa guerrera.
En 2012 el director Rob Zombie la recuperó para el cine fantástico, en The Lords of Salem. Foster interpretó el papel de Margaret Morgan y compartía reparto con otras veteranas actrices como Dee Wallace o Judy Geeson. Foster interviene también en la nueva película de Rob Zombie, titulada 31, completada y con estreno previsto para 2016; Foster interpreta a Venus Virgo, propietaria de The Happy Time Fun Show.
En 2017 protagoniza el filme de suspenso y terror Jeepers Creepers 3, dirigido por Victor Salva, interpretando a Gaylen Brandon, una médium en busca de una forma de derrotar a la Criatura.

### Vida personal
Meg Foster tiene un hijo, Christopher Starr, fruto de su relación con el actor Ron Starr; Meg y Christopher aparecieron juntos en Clave: Omega (1983), interpretando a madre e hijo. Ha estado casada con el actor canadiense Stephen McHattie, Meg residió con Christopher y Stephen en Topanga Canyon. Foster y McHattie coincidieron en la producción televisiva James Dean (1976), en la que McHattie daba vida al desaparecido actor..

## Premios
Meg Foster intervino en 1981 en la película canadiense Ticket to Heaven, cuya temática gira en torno al culto religioso. La película obtuvo catorce nominaciones a los Premios Genie (Genie Awards) del cine canadiense en 1982, ganando en cuatro categorías. Foster recibió una nominación en la categoría "Mejor interpretación por actriz extranjera"; las otras candidatas fueron Ellen Burstyn, Mariette Hartley, Marthe Keller y Annie Potts, que resultó ganadora.
Los premios pertenecientes a esta categoría se entregaron entre 1980 y 1983.

## Filmografía parcial

### Cine
| - Adam a las seis de la madrugada (Adam at Six A.M., 1970), como Joyce. - Thumb Tripping (1972), como Shay. - Festín macabro (Welcome to Arrow Beach, 1974), de Laurence Harvey; con Stuart Whitman, John Ireland, y Meg Foster como Robbin Stanley. - Una historia diferente (A Different Story, 1978), de Paul Aaron, con Perry King y Meg Foster como Stella Cooke. - La ocasión de Donna (Carny, 1980), de Robert Kaylor; con Gary Busey, Jodie Foster y Meg Foster como Gerta. - Pasaje al cielo (Ticket to Heaven, 1981), de Ralph L. Thomas; con Kim Cattrall y Meg Foster como Ingrid. - Clave: Omega (The Osterman Weekend, 1983), de Sam Peckinpah, con Rutger Hauer, John Hurt, Burt Lancaster y Meg Foster como Ali Tanner. - Camino peligroso (Reckless, 1983), como Sara. - La selva esmeralda (The Emerald Forest, 1985), de John Boorman, con Meg Foster como Jean Markham. - Masters del universo (Masters of the Universe, 1987), de Gary Goddard, con Dolph Lundgren, Frank Langella, Courteney Cox y Meg Foster como Evil-Lyn. - Están vivos (They Live, 1988), de John Carpenter, con Roddy Piper, Keith David y Meg Foster como Holly. - Furia ciega (Blind Fury, 1989), de Phillip Noyce, con Rutger Hauer, Lisa Blount y Meg Foster como Lynn Devereaux. - Fuera de sí, sin descanso (Relentless, 1989), de William Lustig, como Carol Dietz. - El padrastro II (Stepfather II, 1989), de Jeff Burr, como Carol Grayland. - Leviathan (1989), de George Pan Cosmatos, con Peter Weller y Richard Crenna. - Presunto culpable (Back Stab, 1990), con James Brolin. - Inmunidad diplomática (1991), como Gerta Hermann. | - Kickboxer 2025 (1991), de Damian Klaus, como Nancy. - Operación Cyborg (Project Shadowchaser, 1992), de John Eyres, con Martin Kove. - Campeón de campeones 2 aka Lo mejor de lo mejor 2 (Best of the Best 2, 1993), con Eric Roberts y Meg Foster como Sue MacCauley. - Testigo oculto (Hidden Fears, 1993), como Maureen Dietz. - Oblivion (1994). - Immortal Combat (1994), con Roddy Piper, como Quinn. - Madame Hollywood (1994), como Carrie. - The Killers Within (1995), como Laura Seaton. - Oblivion 2: Backslash (1996). - Space Marines (1996), como la comandante Lasser. - Viaje al peligro (1998), como Mary-ann Compton. - Los mosqueteros del Rey (1998), como la reina Ana de Austria. - The Minus Man (1999), con Owen Wilson, como Irene. - Being with Eddie (2003), cortometraje. - Coming Up Easy (2004). - 25 Hill (2011), como Audrey Gibbs. - Sebastian (2012), como Gloria. - The Lords of Salem (2012), de Rob Zombie, como Margaret Morgan. - A Place Called Hollywood (2015). - Haunted: 333 (2015). - 31 (2016), de Rob Zombie, como Venus Virgo. - Jeepers Creepers 3 (2017) como Gaylen Brandon. - A Reckoning (2018), como Diana Maple. - Cualquier bala servirá (2018), como Ma Whitman. - Investigation 13 (2019), como Layla Parrish. |

### Directamente para video
- El viento aka Viento asesino (The Wind, 1986), de Niko Mastorakis; con Meg Foster como Sian Anderson.[25]
- Dead On: Relentless II (1992), de Michael Schroeder, como Carol Dietz.
- Operación Cyborg (Project Shadowchaser, 1992), de John Eyres; como Sarah.
- Encubrimiento (1995), como Sra. V.

### Televisión
| - NET Playhouse (1969), episodio The Prodigal, como Praxithia. - Here Come the Brides (1970), episodio Two Worlds, como Callie Marsh. - The Interns (1970), episodio Eyes of the Beholder, como Sharon. - Defensores públicos (Storefronts Lawyers, 1971), episodio Hostage, como Barbara Millett. - Bonanza (1971), episodio The Silent Killer, como Mrs. Evangeline Woodtree. - Dan August (1971), episodios Bullet for a Hero y The Titan, como Em Jackson. - Mannix (1972), episodio A Game of Shadows, como Sheyla Lynley. - The Sixth Sense (1972). - Cannon (1973), episodio Come Watch Me Die, como Linda Morrow. - El hombre de los seis millones de dólares (1974), un episodio, como Minonee. - Cada cosa en su estación (1974), telefilme, como Judy Pines. - Llegaría a todo (1975), telefilme, como Marjorie. - Sunshine (1975), 13 episodios, como Nora. - Las calles de San Francisco (1975), episodio Trail of Terror, como Nancy Elizabeth Mellon. - Tres en la carretera (1975) - Baretta (1975), episodios Count the Days I'm Gone y Ragtime Billy Peaches. - El retrato de James Dean (James Dean, 1976), como Dizzy Sheridan. - Washington: Behind Close Doors (1977), miniserie de TV, como Jennie Jamison. - Historia policial (1977), episodio Trigger Point, como Nancy. - Invierno de ilusiones (Sunshine Christmas, 1977), telefilme, como Nora. - La letra escarlata (The Scarlet Letter, 1979), miniserie de TV, como Hester Prynne. - La tragedia de Guyana (Guyana Tragedy, 1980), telefilme, como Jean Richie. | - The Legend of Sleepy Hollow (1980), telefilme, como Katrina Van Tassel. - Cagney y Lacey (Cagney & Lacey, 1982), los 6 episodios de la primera temporada de la serie, Foster interpretó el personaje principal de la detective Chris Cagney - Intruso fugitivo (Desperate Intruder, 1983), telefilme, como Joanna Walcott. - Secreto policial (1984), telefilme, como Shari Mitchell. - Corrupción en Miami (1987-1988) - Betrayal of Silence (1988), telefilme, como Julie. - Llamadas a medianoche (1989) - El autoestopista (1989) - Jóvenes jinetes (1990), como Mary Lou. - Shannon's Deal (1991), episodio Trouble, como Eva Melville. - Atrapar a un asesino (1992), de Eric Till, con Brian Dennehy y Margot Kidder. - Urgencias (ER, 1995), episodio Make of Two Hearts. - Star Trek: Espacio profundo 9 (Star Trek: Deep Space Nine, 1996), episodio The Muse, como Onaya. - Secretos de familia (1997), de Arthur Allan Seidelman, con Richard Crenna y Angie Dickinson. - Hercules: The Legendary Journeys (1998-1999), episodios Reunions y Full Circle, como Hera. - Xena: Warrior Princess (2000), episodio God-Fearing Child, como Hera. - Pretty Little Liars (2013-2016), como Carla Grunwald. - Ravenswood (2013-2014), como Carla Grunwald. - The Originals (2015), como Josephine LaRue. |